# Prostorne, Kahovka
Prostorne (în ucraineană Просторне) este un sat în comuna Kalînivka din raionul Kahovka, regiunea Herson, Ucraina.

## Demografie
Componența lingvistică a localității Prostorne
     Ucraineană (86,96%)
     Rusă (13,04%)
Conform recensământului din 2001, majoritatea populației localității Prostorne era vorbitoare de ucraineană (86,96%), existând în minoritate și vorbitori de rusă (13,04%).